# Доња Врбица
Доња Врбица је насеље у општини Петњица у Црној Гори. Према попису из 2003. било је 406 становника (према попису из 1991. било је 407 становника).

## Демографија
У насељу Доња Врбица живи 312 пунолетних становника, а просечна старост становништва износи 37,7 година (35,6 код мушкараца и 39,8 код жена). У насељу има 107 домаћинстава, а просечан број чланова по домаћинству је 3,79.
Ово насеље је углавном насељено Бошњацима (према попису из 2003. године), а у последња три пописа, примећен је пад у броју становника.
|  |

| Демографија | Демографија | Демографија |
| Година      | Становника  | Становника  |
| ----------- | ----------- | ----------- |
|             |             |             |
|             |             |             |
|             |             |             |
|             |             |             |
| 1948.       | 477         |             |
| 1953.       | 613         |             |
| 1961.       | 642         |             |
| 1971.       | 677         |             |
| 1981.       | 701         |             |
| 1991.       | 407         | 392         |
| 2003.       | 831         | 406         |
|             |             |             |

| Етнички састав према попису из 2003.‍ | Етнички састав према попису из 2003.‍ | Етнички састав према попису из 2003.‍ | Етнички састав према попису из 2003.‍ | Етнички састав према попису из 2003.‍ |
| ------------------------------------ | ------------------------------------ | ------------------------------------ | ------------------------------------ | ------------------------------------ |
|                                      |                                      |                                      |                                      |                                      |
| Бошњаци                              | Бошњаци                              |                                      | 356                                  | 87,68%                               |
| Муслимани                            | Муслимани                            |                                      | 40                                   | 9,85%                                |
| Црногорци                            | Црногорци                            |                                      | 10                                   | 2,46%                                |
| непознато                            | непознато                            |                                      | 0                                    | 0,0%                                 |

| Година пописа     | 1948. | 1953. | 1961. | 1971. | 1981. | 1991. | 2003. |
| ----------------- | ----- | ----- | ----- | ----- | ----- | ----- | ----- |
| Број домаћинстава | 83    | 91    | 96    | 98    | 107   | 72    | 148   |

| Број чланова      | 1   | 2  | 3  | 4  | 5  | 6  | 7  | 8 | 9 | 10 и више | Просек |
| ----------------- | --- | -- | -- | -- | -- | -- | -- | - | - | --------- | ------ |
| Број домаћинстава | 107 | 20 | 22 | 13 | 12 | 14 | 10 | 8 | 4 | 3         | 1      |

| Пол    | Укупно | Неожењен/Неудата | Ожењен/Удата | Удовац/Удовица | Разведен/Разведена | Непознато |
| ------ | ------ | ---------------- | ------------ | -------------- | ------------------ | --------- |
| Мушки  | 171    | 70               | 90           | 8              | 2                  | 1         |
| Женски | 170    | 42               | 96           | 26             | 6                  | 0         |
| УКУПНО | 341    | 112              | 186          | 34             | 8                  | 1         |

| Пол    | Укупно                    | Пољопривреда, лов и шумарство | Рибарство                            | Вађење руде и камена | Прерађивачка индустрија       |
| ------ | ------------------------- | ----------------------------- | ------------------------------------ | -------------------- | ----------------------------- |
| Мушки  | 58                        | 26                            | 0                                    | 0                    | 10                            |
| Женски | 22                        | 8                             | 0                                    | 0                    | 8                             |
| УКУПНО | 80                        | 34                            | 0                                    | 0                    | 18                            |
| Пол    | Производња и снабдевање   | Грађевинарство                | Трговина                             | Хотели и ресторани   | Саобраћај, складиштење и везе |
| Мушки  | 4                         | 2                             | 2                                    | 0                    | 3                             |
| Женски | 0                         | 0                             | 1                                    | 2                    | 0                             |
| УКУПНО | 4                         | 2                             | 3                                    | 2                    | 3                             |
| Пол    | Финансијско посредовање   | Некретнине                    | Државна управа и одбрана             | Образовање           | Здравствени и социјални рад   |
| Мушки  | 0                         | 0                             | 3                                    | 5                    | 2                             |
| Женски | 0                         | 0                             | 0                                    | 2                    | 1                             |
| УКУПНО | 0                         | 0                             | 3                                    | 7                    | 3                             |
| Пол    | Остале услужне активности | Приватна домаћинства          | Екстериторијалне организације и тела | Непознато            | Непознато                     |
| Мушки  | 1                         | 0                             | 0                                    | 0                    | 0                             |
| Женски | 0                         | 0                             | 0                                    | 0                    | 0                             |
| УКУПНО | 1                         | 0                             | 0                                    | 0                    | 0                             |